# ラッキー・オールド・サン (ブライアン・ウィルソンのアルバム)
『ラッキー・オールド・サン』（原題：That Lucky Old Sun）は、アメリカ合衆国のミュージシャン、ブライアン・ウィルソンが2008年に発表したスタジオ・アルバム。フランキー・レインの歌唱で1949年にヒットした曲「ザット・ラッキー・オールド・サン」をタイトルに冠したコンセプト・アルバムで、同曲のカヴァーから始まり、その後も作中で3度リプリーズされる。また、全体を通じて南カリフォルニアが題材となっている。

## 背景
ピッチフォーク・メディアのインタビューによれば、ウィルソンは最初からコンセプト・アルバムを意図していたわけではなく、まず個々の曲作りから始め、コンセプトに関しては「後でそうなった」と発言している。ウィルソンはルイ・アームストロング版の「ザット・ラッキー・オールド・サン」を参考にしており、この曲についてシカゴ・トリビューン紙のインタビューでは「報酬のため必死になって働く奴隷の歌さ。僕にとっては実にスピリチュアルだよ」、インデペンデント紙のインタビューでは「ニグロ・スピリチュアル的なコンセプトが欲しかった」「ニグロの人々が、どんな苦難に耐えてきたかを人々に知らせたかった」と語っている。
「キャント・ウェイト・トゥー・ロング」はザ・ビーチ・ボーイズ時代に作られた曲で、元々は1967年末から1968年にかけて、『ワイルド・ハニー』（1967年）及び『フレンズ』（1968年）の制作過程で録音され、後に『スマイリー・スマイル』（1967年）と『ワイルド・ハニー』を1枚にまとめた再発CDに初収録された。本作には抜粋ヴァージョンが収録されている。
本作のオリジナル曲の大半は、1999年からウィルソンのライヴを支えてきたマルチプレイヤーのスコット・ベネットが作詞した。また、スポークン・ワードの曲では、ウィルソンと旧知の仲であるヴァン・ダイク・パークスが、南カリフォルニアを題材とした詩を提供した。なお、ウィルソンとパークスが共作した「リヴ・レット・リヴ」は、2007年公開のドキュメンタリー映画『北極のナヌー』のサウンドトラックに提供されているが、本作には別ヴァージョンが収録された。

## ライヴでの披露
レコーディング前の2007年9月10日、ロンドンのロイヤル・フェスティバル・ホールで本作のお披露目のコンサートが行われ、ウィルソンは当時「レコーディングもしたいけど、今はとにかくオーディエンスに捧げているんだ」とコメントしている。ウィルソンは同月のうちにロイヤル・フェスティバル・ホールで合計6公演を行い、更にブリストル、ボーンマス、エジンバラ、マンチェスター、バーミンガムでも本作を演奏した。また、2008年1月7日にはオーストラリアのシドニー・フェスティバルに参加して、本作の全編を演奏した。そして、レコーディングはザ・ビーチ・ボーイズ時代と同様キャピトル・スタジオで行われた。

## リリース
本作は、ウィルソンがザ・ビーチ・ボーイズ時代に所属していたキャピトル・レコードから発売された。初回限定盤には、メイキング映像とスタジオ・ライヴ映像2曲を収録したボーナスDVDが付属。なお、2009年には全17曲のスタジオ・ライヴ映像を収録した映像作品『ラッキー・オールド・サンDVD』が単体でリリースされた。
キャロル・キングと共にレコーディングした「I'm Into Something Good」（キングとジェリー・ゴフィンの夫婦がハーマンズ・ハーミッツに提供した曲の再演）と「素敵な愛」（本作収録曲の別ヴァージョン）はアウトテイクとなったが、ベスト・バイ及び同社のウェブサイトでは、これらの曲が追加された限定盤CDも発売された。

## 反響・評価
母国アメリカのBillboard 200では21位に達し、『スマイル』（2004年）以来のトップ40入りを果たした。イギリスでは2008年9月13日付の全英アルバムチャートで37位を記録するが、チャート入りは1週のみにとどまった。
ジョン・ブッシュはオールミュージックにおいて5点満点中2.5点を付け「黄金期のビーチ・ボーイズ・サウンドの機微には、殆ど近づけていない」「彼には有能な共作者だけでなく、彼自身と一緒に歌う強力なリード・ボーカリストも必要だ」と評している。一方、デヴィッド・フリックは『ローリング・ストーン』誌のレビューで5点満点中4点を付け「ウィルソンが1967年の作品を2004年に再編した『スマイル』と比べると大きな衝撃に欠ける。しかし、ナチュラルで希望に満ちた、心温まる流れが全編にわたって続いている」と評している。

## 収録曲
特記なき楽曲はブライアン・ウィルソンとスコット・ベネットの共作。
1. ラッキー・オールド・サン - "That Lucky Old Sun" (Beasley Smith, Haven Gillespie) - 0:56
2. モーニング・ビート - "Morning Beat" - 2:54
3. 眺めの良い部屋（語り） - "A Room with a View (narrative)" (Brian Wilson, Van Dyke Parks) - 0:45
4. 素敵な愛 - "Good Kind of Love" (B. Wilson) - 3:20
5. 永遠のサーファー・ガール - "Forever She'll Be My Surfer Girl" - 2:52
6. ヴェニス・ビーチ（語り） - "Venice Beach (narrative)" (B. Wilson, V. D. Parks) - 0:45
7. リヴ・レット・リヴ - ラッキー・オールド・サン（リプリーズ）メドレー - "Live Let Live / That Lucky Old Sun (reprise)" (B. Wilson, V. D. Parks, B. Smith, H. Gillespie) - 2:34
8. メキシカン・ガール - "Mexican Girl" - 2:42
9. 5月5日のお祭り（語り） - "Cinco de Mayo (narrative)" (B. Wilson, V. D. Parks) - 0:46
10. カリフォルニア・ロール - ラッキー・オールド・サン（リプリーズ）メドレー - "California Role / That Lucky Old Sun (reprise)" (B. Wilson, Scott Bennett, B. Smith, H. Gillespie) - 2:40
11. ビトゥウィーン・ピクチャーズ（語り） - "Between Pictures (narrative)" (B. Wilson, V. D. Parks) - 0:47
12. オキシジェン・トゥ・ザ・ブレイン - "Oxygen to the Brain" - 3:27
13. キャント・ウェイト・トゥー・ロング（抜粋） - "Can't Wait Too Long (excerpt)" (B. Wilson) - 0:54
14. 明日への扉 - "Midnight's Another Day" - 3:57
15. ラッキー・オールド・サン（リプリーズ） - "That Lucky Old Sun (Reprise)" (B. Smith, H. Gillespie) - 0:43
16. ゴーイング・ホーム - "Going Home" - 3:03
17. サザン・カリフォルニア - "Southern California" - 4:55

### デラックス・エディション盤ボーナスDVD
- メイキング・オブ・ラッキー・オールド・サン - Making of the Album
- ライヴ・パフォーマンス・フロム・キャピトル・スタジオ
  - 素敵な愛 - "Good Kind of Love"
  - 永遠のサーファー・ガール - "Forever She'll Be My Surfer Girl"

## 参加ミュージシャン
- ブライアン・ウィルソン - ボーカル、キーボード
- ジェフリー・フォスケット - バックグラウンド・ボーカル、ギター、ウクレレ
- ダリアン・サハナジャ - バックグラウンド・ボーカル、キーボード、ベル
- スコット・ベネット - ベース(#17)、バックグラウンド・ボーカル、キーボード、ヴィブラフォン、スパニッシュ・ギター
- ポール・フォン・マーテンス - サックス、クラリネット、フルート
- プロビン・グレゴリー - バックグラウンド・ボーカル、ギター、フレンチホルン、トランペット
- ニック・ワルスコ - バックグラウンド・ボーカル、ギター
- ネルソン・ブラッグ - バックグラウンド・ボーカル、パーカッション
- テイラー・ミルズ - バックグラウンド・ボーカル
- ボブ・リジック - ベース
- トッド・サッチャーマン - ドラムス

アディショナル・ミュージシャン
- トミー・モーガン - ハーモニカ(#16)
- ブレット・シモンズ - アコースティック・ベース(#8)、エレクトリック・ベース(#16)
- ピーター・ケント - ヴァイオリン、コンサートマスター
- シャロン・ジャクソン - 第2ヴァイオリン
- ジェシカ・ヴァン・ヴェルゼン - ヴィオラ
- キャメロン・ストーン - チェロ
- ペギー・バルドウィン - チェロ
- フィル・フェザー - 木管楽器
- チャーリー・モラリス - トロンボーン
- ブルース・オットー - トロンボーン